# Čečejovce
Čečejovce (maďarsky Csécs) je obec na Slovensku v okrese Košice-okolí.

## Místopis
Obec Čečejovce leží v Košické kotlině 22 km jihozápadně od Košic v nadmořské výšce 205 m. Spolu s částí Seleška, která k Čečejovcům patří, má 2153 obyvatel, z nichž převážná část se hlásí k slovenské a maďarské národnosti.

### Vodní toky
Obcí protéká Čečejovský potok (Čečanka).

## Části obce
- Čečejovce
- Seleška

## Historie
Přestože první písemná zmínka o obci pochází z roku 1317, kdy se uvádí pod jménem CECH, její historie sahá do podstatně staršího období. Z kamenných nástrojů zhotovených 35 tisíc let před naším letopočtem a objevených při archeologických průzkumech v katastru obce se dá usoudit, že už ve starší době kamenné zde žil člověk. Odkryté základy starověkých neolitických osad v různých částech katastru (nejstarší osada pochází z období 5 000 let př. n. l.) dokazují existenci početných osad s budovanými obydlími již v době kamenné, kdy ještě velká část tohoto území byla pokryta lesy.
Prvním známým majitelem obce byla rodina Perényiovců, která je uvedena v záznamech z roku 1402. Později se v záznamech ještě uvádějí rodiny Péderyovců a Szirmayovců. Podle záznamů z roku 1427 se dá odhadnout tehdejší počet obyvatel obce na 350. Přestože obec nebyla obsazena Turky, z důvodů obav před tureckými nájezdy se téměř úplně vylidnila. V roce 1715 zde bydlely pouze čtyři rodiny. Po ústupu Turků tehdejší majitel obce Szirmay nechal obec osídlit maďarskými rodinami. Následně na to přicházejí do této oblasti i slovenští, polští a rusínští osadníci. V roce 1826 už má obec 1 029 obyvatel, z nichž se převážná část věnuje zemědělství. V roce 1831 bylo okolí postiženo cholerou, která vzala své oběti i v této obci. V roce 1869 se zde napočítalo 894 obyvatel, v roce 1903 to bylo 785 a v roce 1920 877 obyvatel.
Čečejovce patřily k Rakousko-Uherské monarchii až do jejího zániku v roce 1918. Po vzniku Československa v roce 1918 byly jeho součástí až do roku 1938, kdy byly přičleněny k Maďarsku. Od roku 1945 opět patřily k Československu, kde setrvaly až do vzniku Slovenské republiky v roce 1993, jejíž součástí jsou dodnes.

## Kultura a zajímavosti

### Památky
- Kostel reformované církve, jednolodní raně gotická stavba s pravoúhle ukončeným presbytářem, bez věže. Pochází z poslední čtvrtiny 13. století.[2] Původní byl kostel zasvěcen sv. Janu Evangelistovi, od období reformace patří reformované církvi. Specialitou kostela jsou zachované rozsáhlé fresky z první poloviny 14. století. Na klenbě presbytáře je zobrazen Kristus v mandorle, jedná se o největší zobrazení tohoto typu na Slovensku. Scény ze života Krista najdeme na stěnách presbytáře a na vítězném oblouku zase postavy proroků a svatého Ladislava se svatým Štěpánem.[3] Od dob reformace byly fresky zakryty omítkou, k jejich znovuodkrytí došlo v roce 1893. Po posledních restaurátorských pracích, které byly ukončeny v roce 1994, je možné fresky zhlédnout v plné kondici.

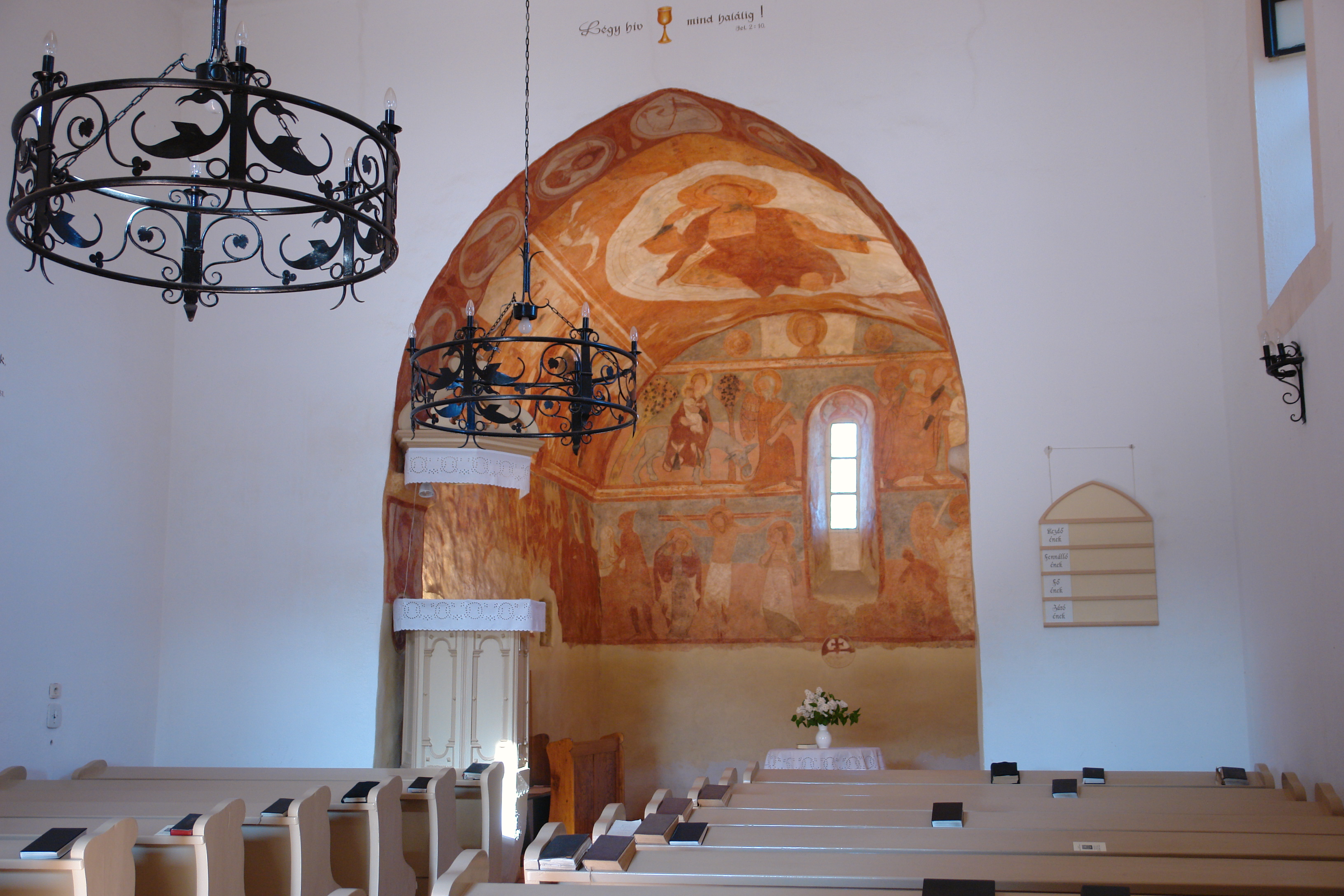
Presbytář s freskami
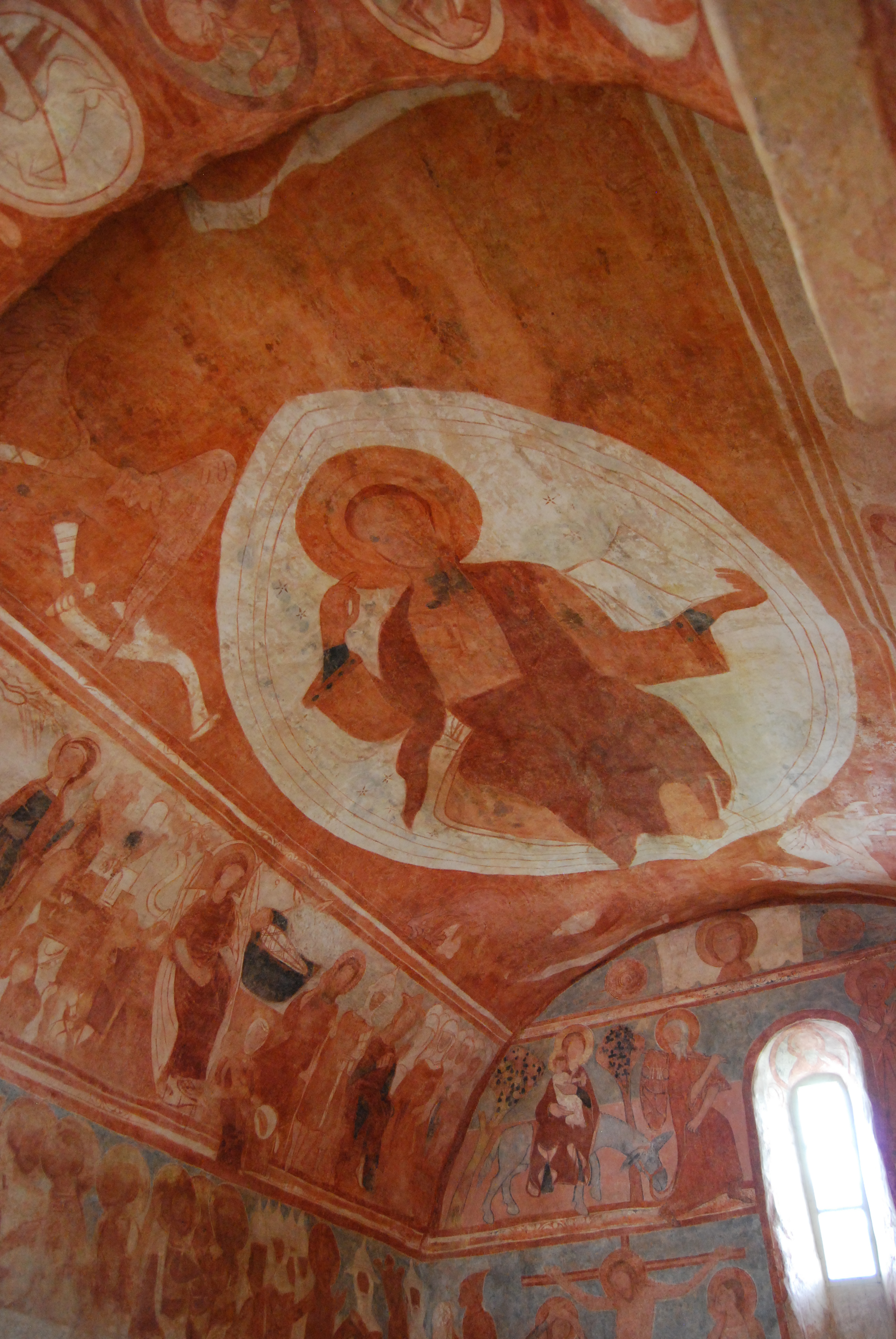
Kristus v mandorle
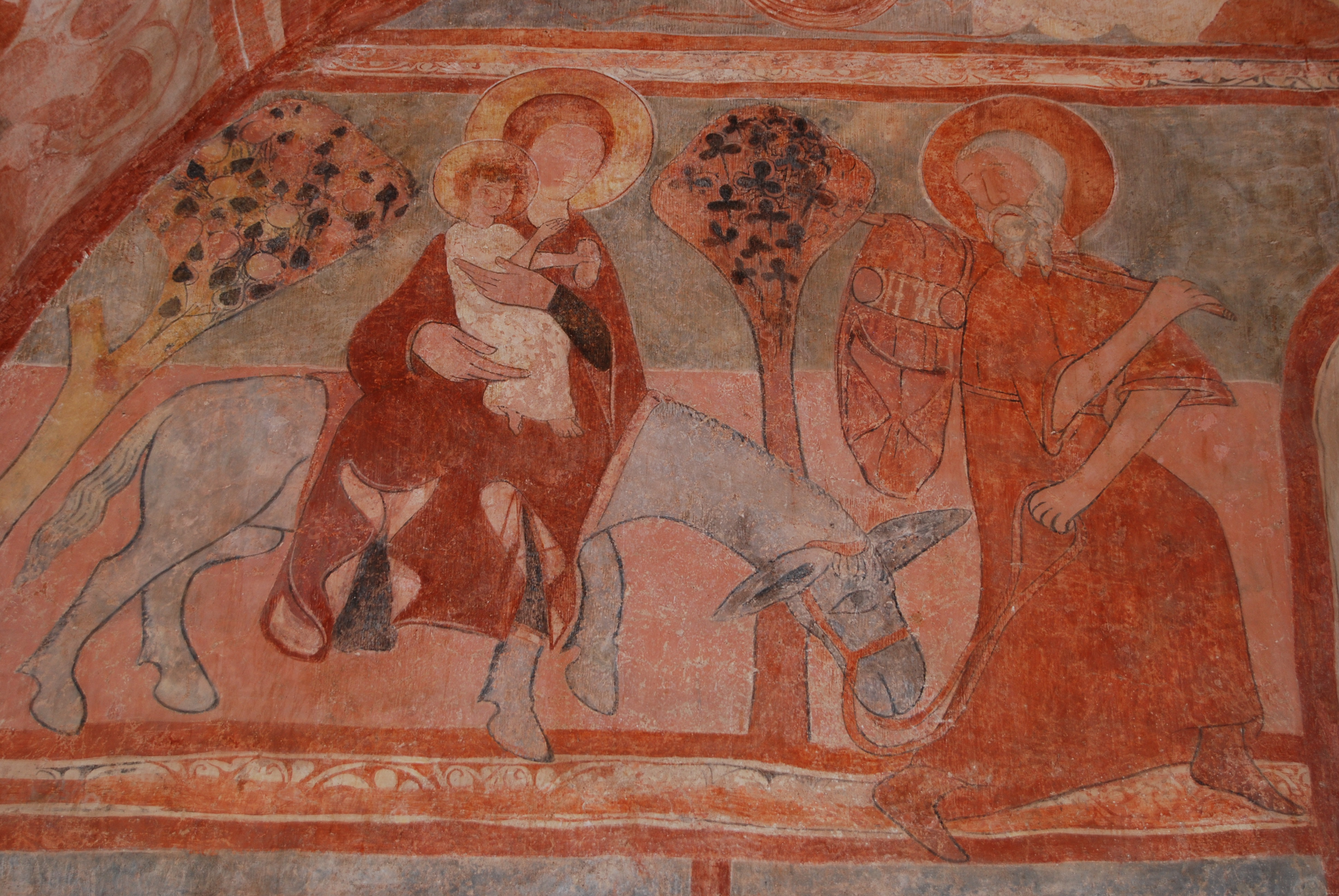
Fresková výmalba
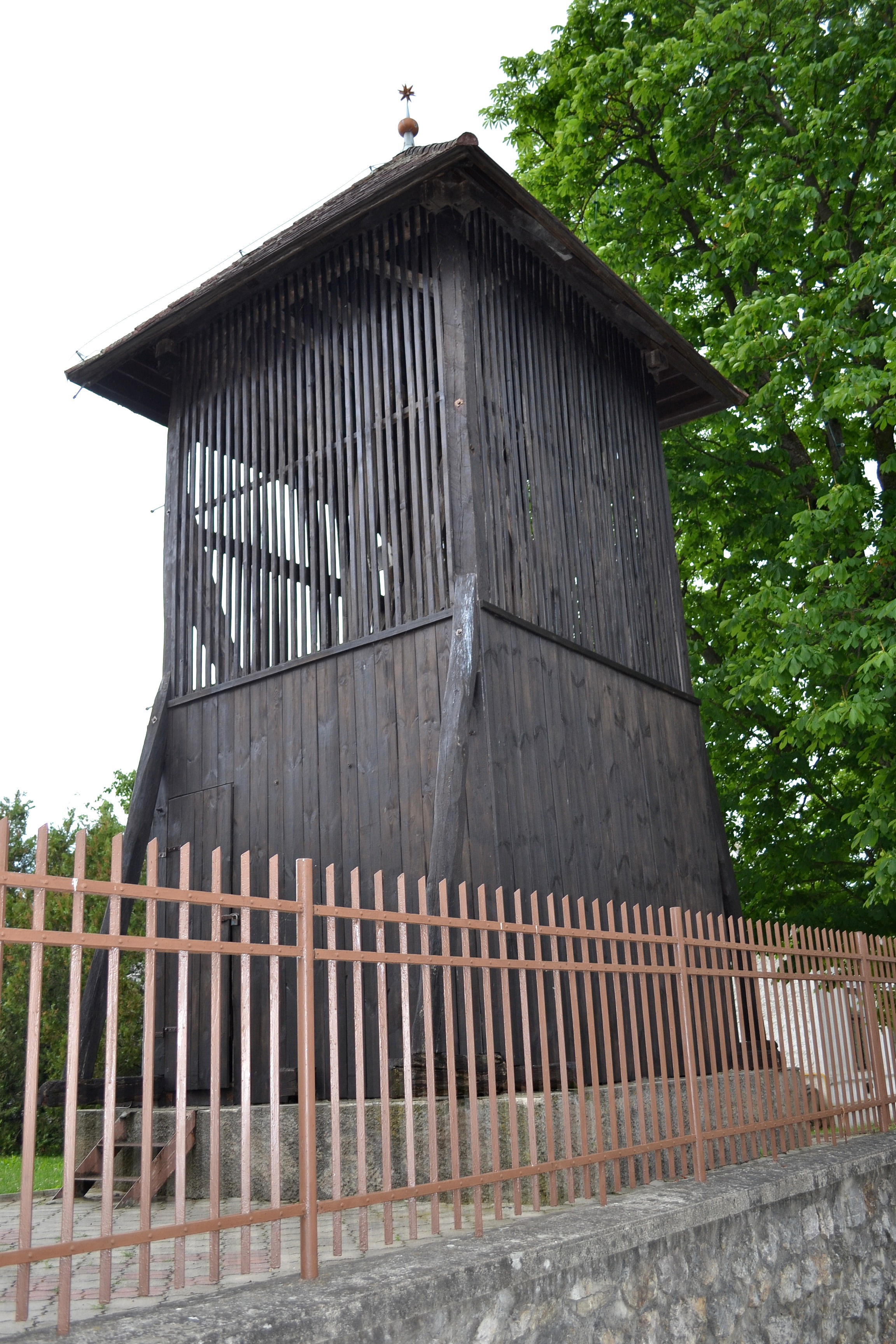
Zvonice kostela

- Římskokatolický kostel sv. Jana, jednolodní původně klasicistní stavba s pravoúhle ukončeným presbytářem a věží tvořící součást stavby z roku 1800. V roce 1945 téměř úplně vyhořel a svou současnou formu získal po znovupostavení a rozšíření.[4] Fasáda kostela je členěna lizénami, věž je ukončena střechou ve tvaru jehlanu.

- Sirmajovský zámeček, jednopodlažní dvojtraktová rokokově-klasicistní stavba s půdorysem ve tvaru obdélníku se středním rizalitem z období kolem roku 1800. Po druhé světové válce byl necitlivě adaptován pro potřeby zemědělského učiliště.[5] Fasáda zámečku je členěna lizénami, okna mají profilované šambrány. Triaxiální rizalit je ukončen segmentovým štítem.

- Pomník obětem I. a II. světové války zajímavý umístěním svatoštěpánské koruny na vrcholu kamenné stély.

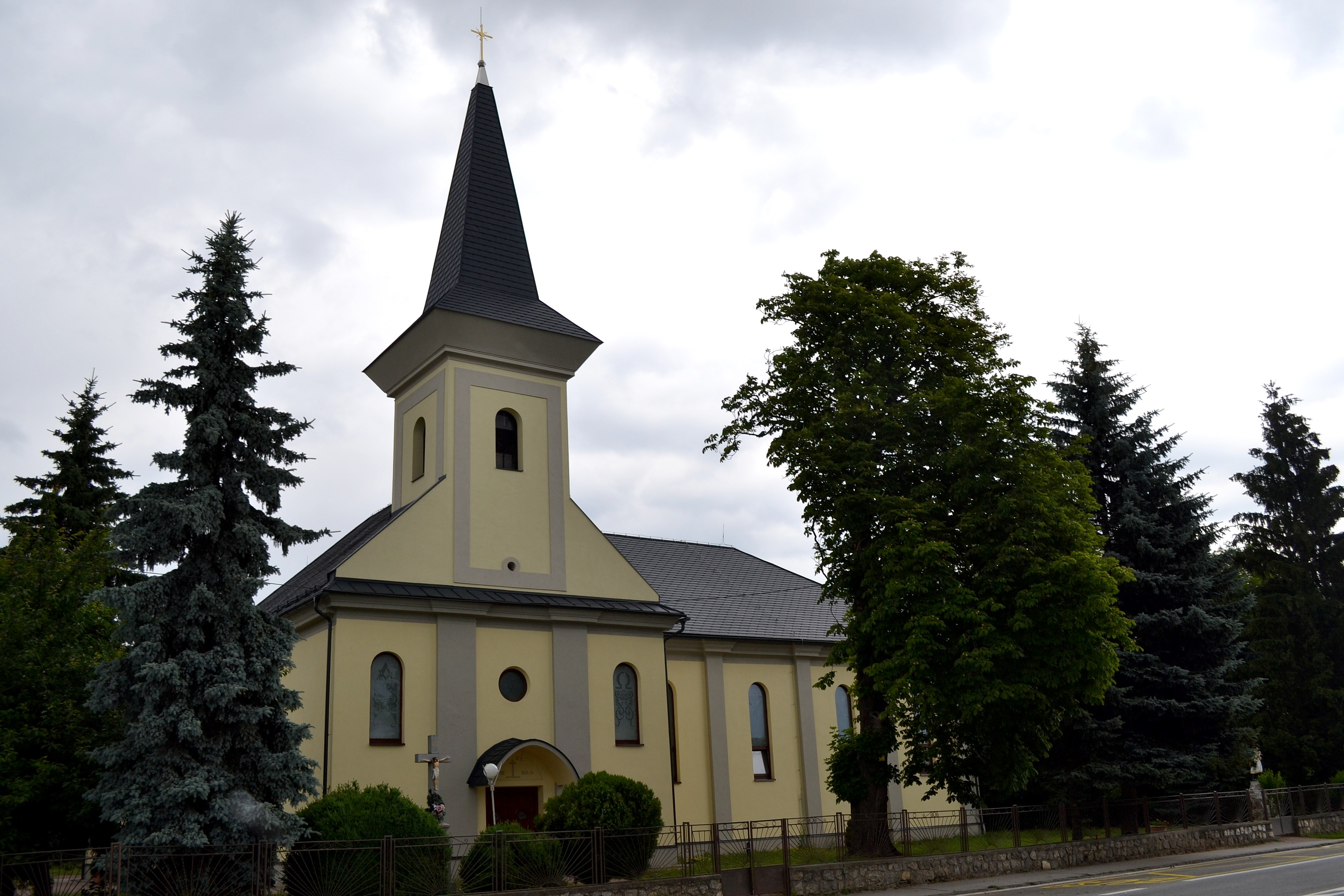
Kostel sv. Jana Evangelisty
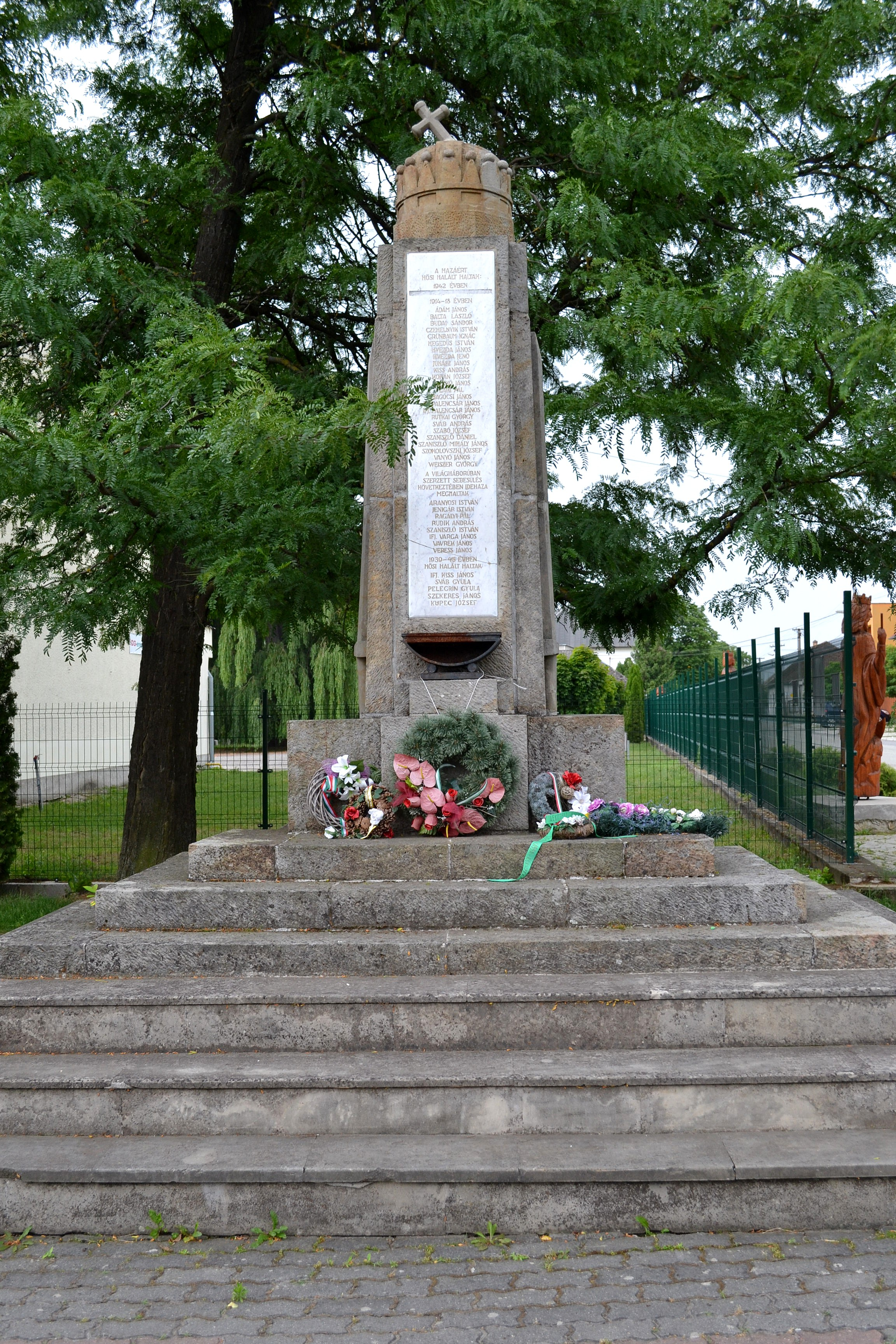
Pomník obětem I. a II. světové války

## Školství
V Čečejovcích se nachází základní a mateřská škola.

## Osobnosti obce

### Rodáci
- Géza Horváth (* 1847 – † 1937), maďarský entomolog, ředitel Maďarského národního muzea v Budapešti.